# David di Donatello a la millor cançó original
El premi David di Donatello a la millor cançó (en italià: David di Donatello per la migliore canzone originale) és un premi de cinema que anualment atorga l'Acadèmia del Cinema Italià (ACI, Accademia del Cinema Italiano) per reconèixer la destacada composició de la cançó oroginal en una pel·lícula italiana estrenada l'any anterior a la cerimònia. El premi es va donar per primera vegada el 1987, 1989 i 1990, però no es va donar de manera regular fins l'edició de 2005.

## Guanyadors
Els guanyadors del premi han estat:

### Anys 1980
- 1987: Regalo di Natale, de Riz Ortolani - Regalo di Natale
- 1989: Felicità, de Lucio Dalla i Mauro Malavasi - Il frullo del passero
  - 'O re, de Luigi Magni, Mauro Pagani, Nicola Piovani - 'o Re

### Anys 1990
- 1990: 
  - 'A Città 'E Pulecenella, de Claudio Mattone - Scugnizzi
  - Mario Nascimbene - Blue Dolphin - L'avventura continua
  - Fiorenzo Carpi - Il prete bello
  - Ennio Morricone - Mio caro dottor Gräsler
  - Enzo Jannacci i Paolo Jannacci - Piccoli equivoci

### Anys 2000
- 2005
  - Christmas in love, de Marva Jan Marrow i Tony Renis - Christmas in love
  - Fame chimica - Fame chimica
  - Gioia e rivoluzione - Lavorare con lentezza
  - Manuale d'amore, de Paolo Buonvino - Manuale d'amore
  - Ma quando arrivano le ragazze?, de Riz Ortolani - Ma quando arrivano le ragazze?
- 2006
  - Insieme a te non ci sto più, de Caterina Caselli - Arrivederci amore, ciao
  - Forever Blues, de Lino Patruno - Forever Blues
  - I giorni dell'abbandono, de Goran Bregović - I giorni dell'abbandono
  - Solo per te, de Giuliano Sangiorgi - La febbre
  - You Can Never Hold Back Spring, de Tom Waits i Kathleen Brennan - La tigre e la neve
- 2007
  - La paranza i Mi persi, de Daniele Silvestri - Notturno bus
  - Fascisti su Marte, de Corrado Guzzanti - Fascisti su Marte
  - Eppure sentire (un senso di te), de Paolo Buonvino, Elisa Toffoli - Manuale d'amore 2
  - Passione, de Neffa - Saturno contro
  - Centochiodi, de Paolo Fresu - Centochiodi
- 2008
  - L'amore trasparente, d'Ivano Fossati - Caos calmo
  - Senza fiato, di Paolo Buonvino, Giuliano Sangiorgi i Dolores O'Riordan - Cemento armato
  - Amore fermati, di Gorni, Zapponi, Terzoli - Lascia perdere, Johnny!
  - L'arrivo a Milano, de Pino Donaggio - Milano Palermo - Il ritorno
  - Tear Down These Houses, de Skin, Andrea Guerra - Parlami d'amore
  - La rabbia, di Luis Bacalov - La rabbia
- 2009
  - Herculaneum de Robert Del Naja i Neil Davidge - Gomorra
  - Il cielo ha una porta sola de Biagio Antonacci - Ex
  - Piangi Roma - de Baustelle feat. Valeria Golino - Giulia non esce la sera
  - Per fare a meno di te de Giorgia - Solo un padre
  - Senza farsi male de Carmen Consoli - L'uomo che ama

### Anys 2010
- 2010
  - Baciami ancora de Jovanotti - Baciami ancora
  - Angela de Checco Zalone - Cado dalle nubi
  - 21st Century Boy de Bad Love Experience - La prima cosa bella
  - Sogno de Patty Pravo - Mine vaganti
  - Canzone in prigione - Marlene Kuntz - Tutta colpa di Giuda
- 2011
  - Mentre dormi de Max Gazzè i Gimmi Santucci - Basilicata coast to coast
  - L'amore non ha religione de Checco Zalone - Che bella giornata
  - Immaturi d'Alex Britti - Immaturi
  - Capocotta Dreamin' - Maurizio Filardo (música), Massimiliano Bruno i Marco Conidi (lletra) - Nessuno mi può giudicare
  - Qualunquemente di Peppe Voltarelli, Salvatore De Siena, Amerigo Sirianni (música), Antonio Albanese i Piero Guerrera (lletra) - Qualunquemente
- 2012
  - If It Falls, It Falls de David Byrne (música) i Will Oldham (lletra), interpretada per Michael Brunnock - This Must Be the Place
  - Sometimes de Umberto Scipione (música) i Alessia Scipione (lletra), interpretada per Alessia Scipione - Benvenuti al Nord
  - Gitmem daha de Sezen Aksu i Pasquale Catalano (música), Yildirim Turker (lletra), interpretada per Sezen Aksu - Magnifica presenza
  - Therese de Gaetano Curreri i Andrea Fornili (música), lletra d'Angelica Caronia, Gaetano Curreri i Andrea Fornili (lletra), interpretada per Angelica Ponti - Posti in piedi in paradiso
  - Scialla! d'Amir Issaa & Caesar Productions (música, lletra i interpretació) - Scialla! (Stai sereno)
- 2013
  - Tutti i santi giorni de Simone Lenzi, Antonio Bardi, Giulio Pomponi, Valerio Griselli, Matteo Pastorelli, Daniele Catalucci, interpretada per Virginiana Miller - Tutti i santi giorni
  - Fare a meno di te de Gianluca Misiti (música) i Laura Marafioti (música i lletra), interpretada per La Elle - Buongiorno papà
  - Novij den di Mauro Pagani, interpretada per Dariana Koumanova - Educazione siberiana
  - La vita possibile di Pivio i Aldo De Scalzi (música) i Francesco Renga (lletra i interpretació) - Razzabastarda
  - Twice Born d'Arturo Annecchino, interpretada per Angelica Ponti - Venuto al mondo
- 2014
  -  'A verità música de Francesco Liccardo, Rosario Castagnola, Sarah Tartuffo lletra de Nelson, Rosario Castagnola interpretada per Franco Ricciardi – Song’e Napule
  - Smetto quando voglio música i lletra de Domenico Scardamaglio, interpretada per Scarda – Smetto quando voglio
  - I'm sorry música i lletra de Giacomo Vaccai interpretada per Jackie O’S Farm – Il capitale umano
  - A malìa música i lletra de Dario Sansone interpretada per Foja – L’arte della felicità
  - Tosami lady música i lletra de Santi Pulvirenti, interpretada per Domenico Centamore – La mafia uccide solo d’estate
  - Dove cadono i fulmini música, lletra i interpretació d'Erica Mou – Una piccola impresa meridionale
- 2015
  - Anime nere - text i música de Giuliano Taviani, interpretada per Massimo De Lorenzo - Anime nere
  - Wrong skin - text, música i interpretació de Marialuna Cipolla - Il ragazzo invisibile
  - Elis - text i música de música i lletra d'Arturo Annecchino, interpretada per Costanza Cutaia i Martina Sciucchino - Nessuno si salva da solo
  - Sei mai stata sulla luna? - text, música i interpretació de Francesco De Gregori - Sei mai stata sulla Luna?
  - Bonesempio - text i música de Giordano Corapi i Roberta Serretiello, interpretada per Roberta Serretiello - Take five
- 2016
  - Simple Song #3 - música i lletra de David Lang, interpretació de Sumi Jo - Youth - La giovinezza (Youth)
  - Torta di noi - música, lletra i interpretació de Niccolò Contessa - La felicità è un sistema complesso
  - A cuor leggero - música, lletra i interpretació de Riccardo Sinigallia - Non essere cattivo
  - Perfetti sconosciuti - música de Bungaro i Cesare Chiodo, lletra i interpretació de Fiorella Mannoia - Perfetti sconosciuti
  - La prima Repubblica - música, lletra i interpretació de Checco Zalone - Quo vado?
- 2017
  - Abbi pietà di noi - música i lletra d'Enzo Avitabile, interpretació d'Enzo Avitabile, Angela Fontana i Marianna Fontana - Indivisibili
  - I Can See the Stars (música i lletra de Fabrizio Campanelli, interpretada per Leonardo Cecchi, Eleonora Gaggero, Beatrice Vendramin) - Come diventare grandi nonostante i genitori
  - L'estate addosso (música de Lorenzo Cherubini, Christian Rrigano i Riccardo Onori, lletra de Lorenzo Cherubini i Vasco Brondi, interpretada per Jovanotti) - L'estate addosso
  - Po Popporoppò (música i lletra de Carlo Virzì, interpretada pels pacients de Villa Biondi) - La pazza gioia
  - Seventeen (música d’Andrea Farri, lletra de Lara Martelli, interpretada per Matilda De Angelis) - Veloce come il vento
- 2018
  - Bang bang (música de Pivio i Aldo De Scalzi, text de Nelson, interpretada per Serena Rossi, Franco Ricciardi i Giampaolo Morelli) - Ammore e malavita
  - A chi appartieni (música i lletra de Dario Sansone, interpretada per Foja) - Gatta Cenerentola
  - Fidati di me (música i lletra de Mauro Pagani, interpretada per Massimo Ranieri i Antonella Lo Coco) - Riccardo va all'inferno
  - Italy (música di Anja Plaschg e Anton Spielmann, lletra di Anja Plaschg e Soap&skIN, interpretada per Soap&skIN) - Sicilian Ghost Story
  - The Place (música de Marco Guazzone, Giovanna Gardelli, Matteo Curallo, Stefano Costantini, Edoardo Cicchinelli, lletra de Marco Guazzone i Giovanna Gardelli, interpretada per Marianne Mirage) - The Place
- 2019
  - Mystery of Love (música i lletra de Sufjan Stevens, interpretada per Sufjan Stevens) - Call Me by Your Name
  - L'invenzione di un poeta (música de Nicola Piovani, lletra d'Aisha Cerami i Nicola Piovani, interpretada per Tosca) - A casa tutti bene
  - Araceae (música d'Apparat i Philipp Thimm, lletra de Simon Brambell, interpretada per Apparat) - Capri-Revolution
  - 'A speranza (música i lletra d'Enzo Avitabile, interpretada per Enzo Avitabile) - Il vizio della speranza
  - 'Na gelosia (música de Lele Marchitelli, lletra de Peppe Servillo, interpretada per Toni Servillo) - Loro

### Anys 2020
- 2020
  - Che vita meravigliosa (música, lletra i interpretació per Diodato) - La dea fortuna
  - Festa (música de Aiello, lletra de Shoshi Md Ziaul i Aiello, interpretada per Moonstar Studio) - Bangla
  - Rione Sanità (música, lletra i interpretació per Ralph P) - Il sindaco del rione Sanità
  - Un errore di distrazione (música, lletra i interpretació per Brunori Sas) - L'ospite
  - Suspirium (música, lletra i interpretació per Thom Yorke) - Suspiria

- 2021
  - Immigrato (música i lletra de Antonio Iammarino e Luca Medici, interpretada per Checco Zalone) - Tolo Tolo
  - Gli anni più belli (música, lletra i interpretació per Claudio Baglioni) - Gli anni più belli
  - Invisible (música i lletra de Marco Biscarini, interpretada per La Tarma) - Volevo nascondermi
  - Io sì (Seen) (música de Diane Warren, lletra de Laura Pausini e Niccolò Agliardi, interpretada per Laura Pausini) - La vita davanti a sé
  - Miles Away (música i lletra de Pivio e Aldo De Scalzi, interpretada per Ginevra Nervi) - No odiaràs
- 2022
  - La profondità degli abissi (música, lletra i interpretació per Manuel Agnelli) - Diabolik
  - Faccio 'A Polka (música de Nicola Piovani, lletra de Nicola Piovani e Dodo Gagliarde, interpretada per Anna Ferraioli Ravel) - I fratelli De Filippo
  - Just You (música i lletra de Giuliano Taviani e Carmelo Travia, interpretada per Marianna Travia) - L'arminuta
  - Nei tuoi occhi (música de Francesca Michielin e Andrea Farri, testo e interpretazione di Francesca Michielin) - Marilyn ha gli occhi neri
  - Piccolo corpo (música de Fredrika Stahl, lletra de Laura Samani, interpretada per Celeste Cescutti i cor popular) - Piccolo corpo
- 2023
  - Proiettili (ti mangio il cuore) (música de Joan Thiele, Elisa Toffoli ed Emanuele Triglia, testo e interpretazione di Elodie e Joan Thiele) - Ti mangio il cuore
  - Se mi vuoi (música, lletra i interpretació per Diodato) - Diabolik - Ginko all'attacco!
  - Caro amore lontanissimo (música de Sergio Endrigo, lletra de Riccardo Sinigallia, interpretada per Marco Mengoni) - Il colibrì
  - Culi culagni (música de Stefano Bollani, lletra de Luigi Malerba e Stefano Bollani, interpretada per Stefano Bollani) - Il pataffio
  - La palude (música i lletra de Niccolò Falsetti, Giacomo Pieri, Alessio Ricciotti e Francesco Turbanti, interpretada per Francesco Turbanti, Emanuele Linfatti e Matteo Creatini) - Margini

- 2024
  - La mia terra (música, lletra i interpretació per Diodato) – Palazzina Laf
  - Adagio (musica, testo e interpretazione per Subsonica) – Adagio
  - La vita com'è (música, lletra i interpretació per Brunori Sas) – Il più bel secolo della mia vita
  - Baby (música de Andrea Farri, testo e interpretazione di Seydou Sarr) – Jo capità
  - 'O Dj (Don't Give Up) (música, lletra i interpretació per Liberato) – Mixed by Erry